# H.A.T.E.
H.A.T.E. — Hostile All Terrain Encounter — компьютерная игра в жанре диагонального скролл-шутера, разработанная Vortex Software и выпущенная в 1989 году для Commodore 64, ZX Spectrum, Amstrad CPC, Amiga и Atari ST. В игре используется изометрическая графика, в целом графика сильно напоминает Highway Encounter.
Геймплей игры сильно похож на Zaxxon — игрок пролетает на самолёте либо проезжает на танке по вражеской территории, отстреливаясь от врагов и собирая «энергетические контейнеры». Каждый собранный контейнер работает как дополнительная жизнь.
В игре всего 30 уровней.

## Оценки
| Иноязычные издания | Иноязычные издания | Иноязычные издания |
| Издание            | Оценка             | Оценка             |
| Издание            | Commodore 64       | ZX Spectrum        |
| ------------------ | ------------------ | ------------------ |
| Crash              |                    | 78 %               |
| Sinclair User      |                    | 77 %               |
| Your Sinclair      |                    | 9/10               |
| Zzap!64            | 24 %               |                    |